# Усадище (Бокситогорське міське поселення)
Усадище (рос. Усадище) — присілок Бокситогорського району Ленінградської області Росії. Входить до складу Бокситогорського міського поселення.
Населення — 8 осіб (2003 рік). 